# Kalkdoorntje
Het kalkdoorntje (Tetrix tenuicornis) is een rechtvleugelig insect uit de familie doornsprinkhanen (Tetrigidae), onderfamilie Tetriginae.

## Kenmerken
De kleur is bruin tot grijs, het halsschild reikt tot iets achter de achterlijfspunt. De soort is moeilijk te onderscheiden van het gewoon doorntje en het bosdoorntje maar heeft langere en dunnere antennes. Zie ook onder gewoon doorntje voor het onderscheid.
Mannetjes bereiken een lengte van 7,5 tot 9 millimeter, de vrouwtjes zijn 8 tot 10,5 mm lang.

## Verspreiding
Het kalkdoorntje komt voor in grote delen van Europa, uitgezonderd het noorden. In Nederland komt de soort alleen voor in het uiterste zuidoosten, in Brabant, Limburg en Overijssel. In België alleen in het oosten en midden, niet in het westen. De habitat bestaat uit drogere, zonbeschenen kalkrijke gebieden zoals rivieroever en zandafgravingen.

## Levenswijze
Het zanddoorntje is te zien van april tot augustus en laat zich vooral zien tussen negen uur in de ochtend tot zeven uur in de avond. Net als alle doorntjes wordt geen geluid gemaakt. Het voedsel bestaat uit algen.